# Haljina
Haljina je odjevni predmet koji obično nose žene. Dužina haljine varira ovisno o modi i prigodi. Može biti duga do poda ili kratka iznad koljena. Izgled haljine mijenjao se tijekom povijesti. Postoji mnogo različitih oblika haljina.

## Povijest
Stari Rimljani nosili su donju haljinu, tuniku i gornju haljinu, togu. S vremenom haljine postaju složenije i raskošnije. U gradovima su modne promjene bile češće, dok su se na selima nosile narodne nošnje. Postajale su haljine za svakodnevno nošenje i haljine za svečane prigode, koje su bile raskošnije. U prošlosti su glavni materijali za izradu haljina bili: lan, konoplja, pamuk, vuna i svila. Sve do modernog doba, nosile su se gotovo isključivo duge haljine, one do poda ili duge do gležnja. Također, sve do oko 1800. godine, žene nisu nosile hlače, već haljine i suknje. U vremenu baroka, nosile su se otmjene haljine s krinolinama i steznicima. U novije vrijeme, pojavili su se novi materijali za izradu haljina, novi oblici i krojevi haljina.

## Vrste haljina
- Vjenčanica je duga, obično bijela haljina koju odijeva mladenka za vjenčanje.
- Mala crna haljina kratka je, nepretenciozna večernja ili koktel haljina, koju je lansirala modna kreatorica Gabriela Coco Chanel. Nekada se nosi uz večernje rukavice.
- Maturalna haljina je svečana haljina, koju djevojke odijevaju za maturalnu zabavu.
- Koktel haljina je haljina predviđena za neformalne prigode poput zabava ili domjenaka.
- Haljina za bal nosi se u posebno svečanim prigodama poput balova.
- Večernja haljina za večernje i noćne izlaske.
- Poslovna haljina se odjeva za poslovne i službene prigode.
- Ljetna haljina je neformalna, lagana haljina koja se nosi preko ljeta, npr. na ljetovanju.
- Redovnička haljina ili habit koju nose redovnici i redovnice.
- Halja, jednostavna haljina široka kroja.[2]